# هارون لايلي
هارون لايلي (بالإنجليزية: Aaron Lyle)‏ هو سياسي أمريكي، ولد في 17 نوفمبر 1759، وتوفي في 24 سبتمبر 1825. انتخب عضو مجلس ولاية بنسيلفانيا وانتخب عضو مجلس نواب بنسيلفانيا وانتخب عضو مجلس النواب الأمريكي.